# Plaza de la Música
La Plaza de la Música, anteriormente conocida como La Vieja Usina, es un recinto cultural de la ciudad de Córdoba, Argentina. Generalmente recibe artistas musicales de gran convocatoria, así como también ferias, festivales y muestras de arte.
Está ubicada en barrio Alberdi, junto a la Costanera del río Suquía. Entre los shows pasados más importantes destacan los de Fito Páez, Charly García, Gustavo Cerati y los internacionales Blur, Cypress Hill y Megadeth.
En el último tiempo, los artistas más frecuentes han sido Ciro y los Persas, La Vela Puerca, Guasones, Las Pastillas del Abuelo, Estelares, Las Pelotas, Skay Beilinson, Juan Ingaramo, Ulises Bueno, Q' Lokura y La K'onga, quienes se presentan cada año en este lugar.

## Historia
En 1910 se realizó la construcción de la Usina Térmica Mendoza, propiedad administrada por la Compañía General de Electricidad de Córdoba, que brindaba el servicio de electricidad a la ciudad. La usina funcionó hasta los años 60, cuando se inauguraron nuevas centrales de la Empresa Provincial de Energía de Córdoba, que había comenzado a funcionar algunos años antes. Retomó su actividad en 1993 con diversas presentaciones artísticas y musicales, principalmente de rock y cuarteto.
Durante los años 1990 y 2000, "la Vieja Usina" fue escenario de álbumes en vivo de las bandas Chébere, Trulalá y La Barra, entre otras. La Mona Jiménez presentó por primera vez su disco platino Beso a beso en 1998 en este espacio. El último show en la Vieja Usina fue un baile de Sabroso, banda que también inauguró el espacio con su nombre actual.
La nueva "Plaza de la Música" comenzó a funcionar en 2012 e incorporó una plaza gastronómica en 2018 conocido como "Mercado Alberdi", que toma el nombre del barrio en donde se encuentra este espacio. Aquí también funcionan un centro de capacitación en gestión cultural, un portal de noticias y distintas radios FM y digitales.
Otras actividades que se desarrollan en este espacio incluyen la Feria Sexpoerótica, la Feria del Centro y la Expo Oferta, entre otras. Entre 1993 y hasta 2011 funcionó también en el subsuelo el Museo Barrilete, un espacio de juegos, talleres y muestras para niños.

## Presentaciones históricas
Década del 1990
- 12 de abril de 1995, Charly García, primera presentación en este espacio.[6]
- 19 y 20 de abril de 1995, Fito Páez, primera presentación en este espacio.[7]
- 11 de agosto de 1995, Ricardo Arjona, primera presentación en la ciudad.
- 8 de julio de 1999, La Mona Jiménez, presentación histórica con transmisión en vivo.[8]
- 16 de setiembre de 1999, James Brown, única presentación en la ciudad.[9]
- 19 de diciembre de 1999, Gustavo Cerati, primera presentación solista en la ciudad.[10]

Década del 2000
- 17 de mayo de 2002, La Renga, récord de asistencia en este espacio.[11]
- 23 de agosto de 2003, Rata Blanca, gira mundial por quince países.
- 9 de mayo de 2004, Mötorhead, única presentación en la ciudad.
- 18 de noviembre de 2004, Die Ärzte, única presentación en la ciudad.
- 26 y 27 de noviembre de 2004, Callejeros, primera presentación en este espacio.[12]
- 7 de mayo de 2005, Skay Beilinson, primera presentación solista en la ciudad.[13]
- 2 de junio de 2005, W.A.S.P., única presentación en la ciudad.[14]
- 1 de junio de 2007, Julieta Venegas, primera presentación en la ciudad.[15]

Década del 2010
- 15 de abril de 2010, Matisyahu, primera presentación en la ciudad.
- 8 de mayo de 2011, The Cult, primera presentación en la ciudad.[16]
- 1 de febrero de 2012, Alpha Blondy y otros, en el Festival Córdoba One Love Vision.[17]
- 16 de septiembre de 2012, Megadeth, primera presentación en la ciudad.[18]
- 10 de octubre de 2015, Blur, única presentación en la ciudad.[19]
- 11 de junio de 2017, Steve Vai, primera presentación en la ciudad.[20]
- 20 de septiembre de 2018, Mon Laferte, primera presentación en la ciudad.[21]
- 6 de octubre de 2018, Cypress Hill, Molotov y otros, en el Festival Personal Fest.[22]
- 14 de mayo de 2019, Slash ft. Myles Kennedy and The Conspirators, primera presentación en este espacio y tercera en la ciudad.[23]

Década del 2020
- 1, 2, 4, 5, 7, 9, 10, 12, 13, 15 y 16 de febrero de 2021, Don Osvaldo, con once presentaciones seguidas, que marcaron un récord nacional.[24]